# Howa Type 96
Howa Type 96 (jap. 96式40mm自動てき弾銃) japanski je 40 mm automatski bacač granata kojeg je proizvela tamošnja vojna industrija Howa 1996. godine.

## Povijest
Japanske obrambene snage izrazile su potrebu za teškom vatrenom podrškom. Tako je 1996. godine za njihove potrebe, proizveden automatski bacač granata Howa Type 96. Također, isti taj bacač granata, bio je prvo oružje koje je 1996. dizajnirano i proizvedeno u Japanu.
Danas japanske obrambene snage kao temeljno i standardno oružje koriste:
- Sumitomo NTK-62 (univerzalni mitraljez; mitraljez opće namjene),
- Sumitomo M2HB (teški mitraljez, japanska kopija američkog M2 Browninga) i
- Howa Type 96 (automatski bacač granata).

## Dizajn
Bacač granata s lijeve strane ima utor na koji se priključuje okvir u koji može stati 50 granata. Koriste se granate od 40 mm.

## Uporaba
Osim pri pješačkoj vojsci, Howa Type 96 može se koristiti na način da se montira na oklopna vozila. Tako se primjerice ovaj bacač granata montira na japanski Type 96 oklopni transporter.

## Korisnici
- Japan - japanske obrambene snage

## Vidjeti također
- Japanska kopnena vojska

## Poveznice
- Službena web stranica japanskih obrambenih snaga